# Notch ligand
Notch ligand je transmembránový protein, který se váže na Notch receptor. U octomilek se nachází Notch ligandy Delta a Serrate, u háďátka Caenorhabditis elegans jsou to LAG-2 a APX-1, u myší je vytvářen Delta1 (mDelta1) a Jagged2 (mJagged2), zatímco u potkanů a lidí jsou přítomny Notch ligandy Jagged1 a Jagged2. Všechny mají v extracelulární části tzv. DSL doménu a opakující se EGF-like domény. Výjimkou je další Notch ligand háďátek, tzv. DSL-1, který není transmembránový a je sekretován do mezibuněčného prostoru.